# Professor a la meva mida
Professor a la meva mida (títol original: So Fine) és una pel·lícula estatunidenca dirigida per Andrew Bergman estrenada l'any 1981. Ha estat doblada al català.

## Argument
Un professor de literatura deixa aparcades les classes per donar un cop de mà al seu pare amb el negoci familiar, una fàbrica de moda femenina, que està a punt de la ruïna. Tot seran embolics per al professor, qui, entre altres coses, inventarà uns texans molt particulars.

## Repartiment
- Ryan O'Neal: Bobby Fina
- Jack Warden: Jack
- Mariangela Melato: Leà
- Richard Kiel: Eddie
- Fred Gwynne: Chairman Lincoln
- Mike Kellin: Sam Schlotzman
- David Rounds: el professor McCarthy
- Joel Stedman: el professor Yarnell
- Angela Pietropinto: Sylvia